# جزيرة النعمان
جزيرة النُّعمان هي إحدى الجزر الواقعة في البحر الأحمر، وتتبع منطقة تبوك شمال غرب السعودية. تبلغ مساحة الجزيرة نحو 5,7 كم2 وتبعد عن الساحل بحوالي 1,60 ميل بحري.